# الحج: رحلة إلى قلب الإسلام
الحج: رحلة إلى قلب الإسلام هو معرض أُقيم في المتحف البريطاني في لندن من 26 كانون الثاني إلى 15 نيسان 2012 م. كان أول معرض رئيس في العالم يروي قصة الحج بصريًا ونصيًا. إن الحج إلى مكة المكرمة وهو أحد أركان الإسلام الخمسة. وقد عُرضَت المنسوجات والمخطوطات والوثائق التاريخية والصور البصرية الفوتوغرافية والأعمال الفنية من العديد من البلدان والعصور المختلفة لتوضيح موضوعات السفر إلى مكة المكرمة، وطقوس الحج، والكعبة. ضُمّن أكثر من مائتي قطعة أثرية، جُمعَت من أربعين مجموعة عامة وخاصة في أربعة عشر بلدًا. وكان المساهم الأكبر هو صندوق عائلة ديفيد خليلي، الذي أقرض العديد من الأشياء التي أصبحت فيما بعد جزءًا من مجموعة خليلي للحج وفنون الحج.
وافتتح الأمير تشارلز المعرض رسميًّا في حفل حضره الأمير عبد العزيز بن عبد الله نجل الملك عبد الله. وقد حَظِيَ المعرض بشعبية كبيرة بين المسلمين وغير المسلمين، إذ استقطب نحو 120 ألف زائر بالغ، وحظي بمراجعات صحفية إيجابية. ألهم هذا النجاح متحف الفن الإسلامي في الدوحة، ومعهد العالم العربي في باريس، والمتحف الوطني للإثنولوجيا [الإنجليزية] في لايدن، ومتحف تروبين [الإنجليزية] في أمستردام، لإقامة معارضهم الخاصة ذات الطابع الحجي مع مساهمات من مجموعة الخليلي.
وفي عام 2012، نشر المتحف البريطاني كتالوجًا للمعرض [الإنجليزية] الذي يحتوي على مقالات عن الحج، حررته فينيتيا بورتر، إلى جانب دليل مُصور أقصر عن الحج. وقد أسفر مؤتمر أكاديمي مرتبط بالمعرض عن إصدار كتاب آخر حول الموضوع.

## الخلفية: الحج

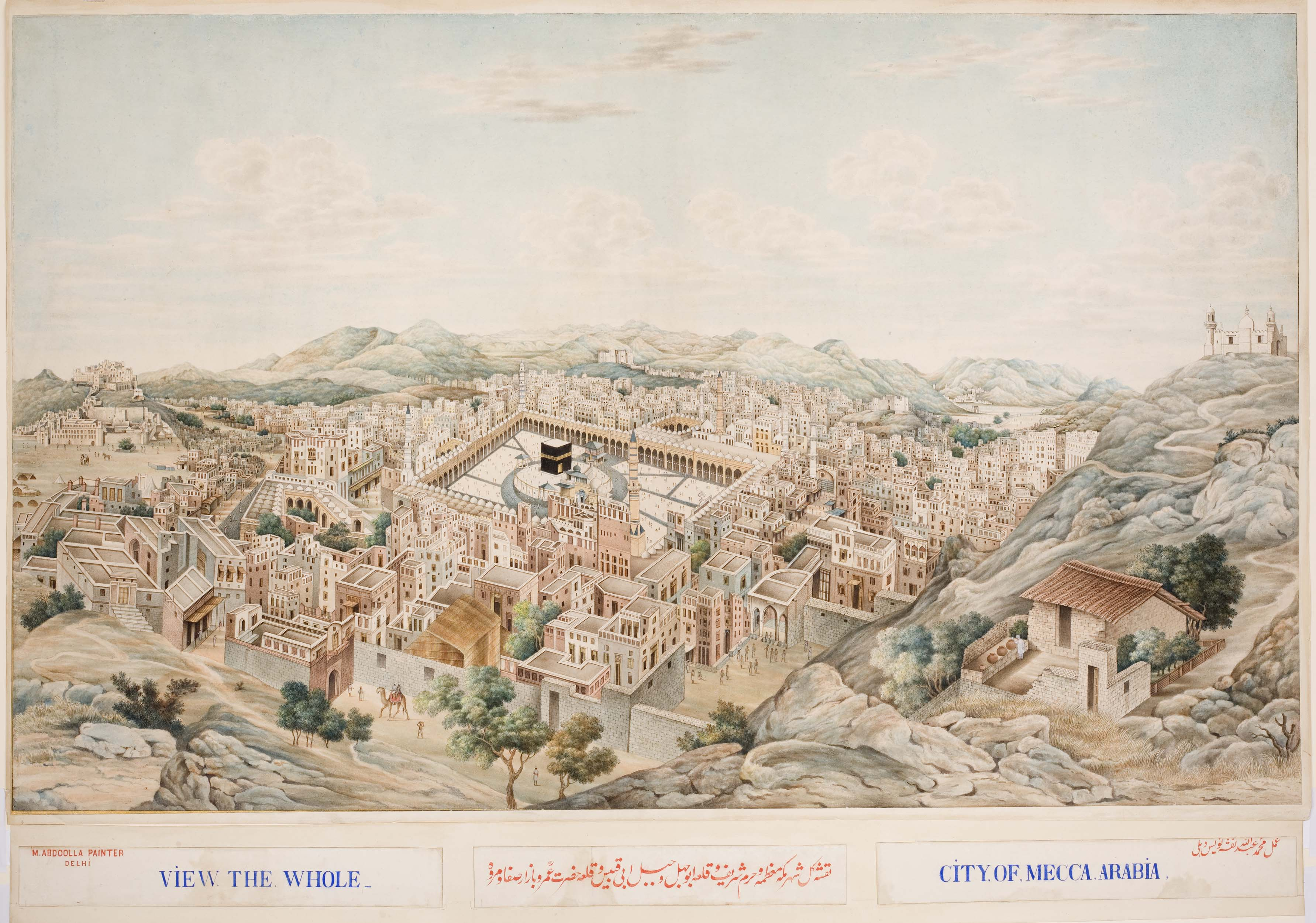
بانوراما مكة المكرمة، ق. 1845 م

الحج لمكة هي رحلة حج سنوية إلى مدينة مكة المكرمة التي تقع اليوم في المملكة العربية السعودية، المدينة الأكثر قدسية للمسلمين. وهي فريضة دينية إلزامية يجب على جميع المسلمين البالغين الذين لديهم القدرة الجسدية والمالية على القيام بالرحلة القيام بها، وإلزامها مرة واحدة في حياتهم، بشرط القدرة وأنهم يستطيعون إعالة أسرهم أثناء غيابهم. في وقت المعرض، كان عدد الحجاج الذين يقومون بهذه الرحلة ثلاثة ملايين حاج كل عام.
الحج هو أحد أركان الإسلام الخمسة ، إلى جانب الشهادة، والصلاة، والزكاة، وصيام شهر رمضان. إن الهدف من الحج هو إظهار تضامن المسلمين لبعضهم، وخضوعهم لله (عز وجل). كلمة "الحج" تعني "حضور رحلة"، والتي تتضمن كل من الفعل الخارجي للرحلة والفعل الداخلي للنوايا. في وسط المسجد الحرام بمكة المكرمة تقع الكعبة، وهي بناء أسود مكعب الشكل يُعرف في الإسلام ببيت الله. يتكون الحج من عدة شعائر مُميزة بما في ذلك الطواف حول الكعبة سبع مرات عكس عقارب الساعة، والوقوف عند جبل عرفة حيث يقال إن النبي محمد ألقى آخر خطبة له هناك، ورمي الجمرات. من بين الأركان الخمسة، الحج هو الركن الوحيد الذي لا يجوز لغير المسلمين القيام به، حيث إن مكة محصورة على المسلمين فقط. على مر القرون، ألهم الحج ووجهته الكعبة أعمالًا إبداعية في العديد من الوسائط، بما في ذلك الأدب والفنون الشعبية والتصوير الفوتوغرافي.

## التحضير والعرض
لم تكن هناك معارض رئيسة سابقة مخصصة للحج. استغرقت عملية تخطيط المتحف البريطاني لمعرضه عامين. وشمل ذلك مشاريع بحثية ممولة من مجلس أبحاث الفنون والعلوم الإنسانية. كانت أمينة المتحف الرئيس هي فينيتيا بورتر وكانت أمينة المشروع هي قيصرة خان، وكلاهما من موظفي المتحف البريطاني. تفاوض القائمون على المتاحف على إقراض المجموعات العامة والخاصة أشياء للعرض؛ وساهمت أربعون مجموعة من أربع عشرة دولة بأكثر من مائتي قطعة. وكان المساهم الأكبر هو صندوق عائلة ديفيد خليلي. وتضمن التحضير لهذا الحدث الترويج للمجتمعات الإسلامية. جمعَت خان الصور والتسجيلات والهدايا التذكارية أثناء أدائها فريضة الحج في عام 2010 م، وساعدت في التواصل المجتمعي.
أُقيم المعرض بالشراكة مع مكتبة الملك عبد العزيز العامة وبدعم من بنك إتش إس بي سي أمانة. ألقى الأمير تشارلز خطابًا لافتتاح المعرض رسميًا في 26 كانون الثاني 2012 م. وقد سافر الأمير عبد العزيز بن عبد الله من المملكة العربية السعودية لتمثيل والده في حفل الافتتاح.

## المحتوى

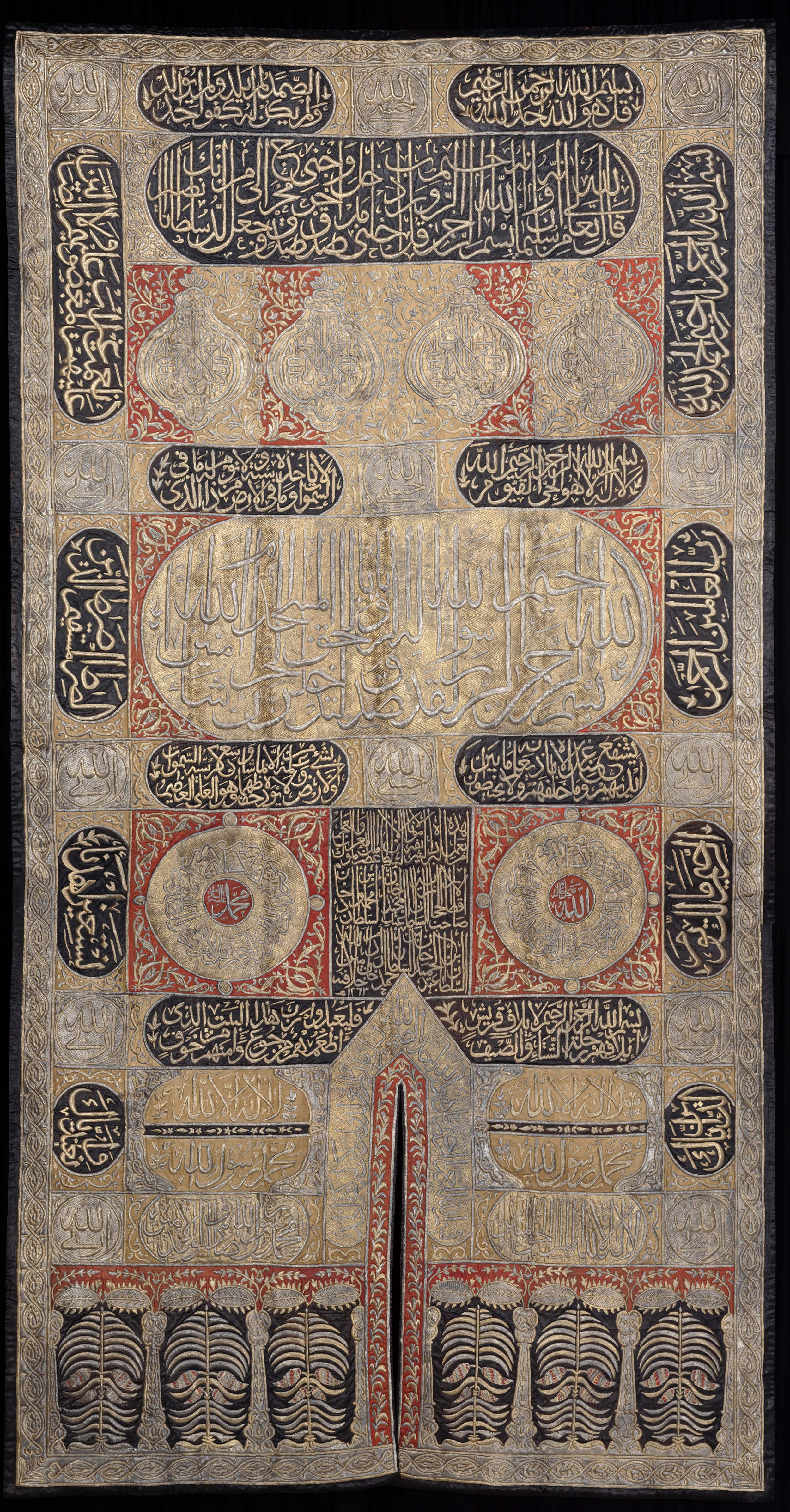
ستارة لباب الكعبة، تعود لعام 1263 هـ (1846-1847 م)

أُقيم المعرض في قاعة القراءة الدائرية بالمتحف البريطاني. ولإضفاء أجواء مميزة، دخل الزوار عبر ممر ضيق حيث كانت هناك تسجيلات صوتية للأذان. رُتبَت العروض لجذب الزوار حول المساحة الدائرية، ومحاكاة الطواف (المشي حول الكعبة عكس اتجاه عقارب الساعة) وهو من الشعائر الأساسية في الحج. يوضح أحد الأقسام المبكرة الاستعدادات التي يتم اتخاذها تقليديًا قبل الحج، والتي يمكن أن تشمل تسوية الديون وإعداد الوصية. قبل ظهور القطارات والسفر الجوي، كان الحج قد يستغرق عدة أشهر وينطوي على مخاطر كبيرة للوفاة إما بسبب الأمراض المعدية أو قطاع الطرق. كما عرض في هذا القسم نماذج من ملابس الإحرام: الملابس البيضاء التي تشير إلى الغرض الروحي والوحدة الجماعية للحجاج.
نُظمَ الجزء الأكبر من المحتوى حول ثلاثة مواضيع: طرق الحج، وشعائر الحج، ومكة. يصف القسم الأول خمسة طرق مختلفة للحج إلى مكة المكرمة: الطرق التقليدية عبر شبه الجزيرة العربية، وشمال أفريقيا، والدولة العثمانية، وآسيا، بالإضافة إلى الطريق الحديث عن طريق الجو من بريطانيا. وهكذا تم التباين بين رحلة الحجاج الأولية الشاقة والمحفوفة بالمخاطر عبر الصحراء أو المحيط، وسهولة السفر في العصر الحديث.
وقد تم توضيح رحلات الحج في القرون الماضية من خلال مخطوطات الأدب المتعلق بالحج، بما في ذلك أنيس الحجاج ودلائل الخيرات، والشاهنامه، وفتوح الحرمين، وجامع التواريخ. سافر منسا موسى، ملك مملكة مالي، إلى مكة في عام 1324 برفقة 60 ألفًا من رجال البلاط تكفيرًا عن قتله لأمه عن طريق الخطأ؛ وقد تم تصويره في لوحة من أطلس كتالوني تعود إلى القرن الرابع عشر. وقد وُضحَت أهمية مكة المكرمة للمسلمين من خلال هذه الخرائط والرسوم البيانية القديمة وكذلك بوصلات القبلة التي تساعد المصلين على التوجه نحو المدينة، وهو ما يتعين عليهم القيام به للصلاة.
وقد سُردَت قصص الحجاج التاريخيين الأفراد من خلال اليوميات والصور الفوتوغرافية. وشمل هؤلاء غربيين مثل المستكشف ريتشارد فرانسيس بيرتون (غير المسلم الذي قام بالرحلة متنكرًا في عام 1853 م)، وضابط الاستخبارات هاري سانت جون فيلبي، والأرستقراطية ليدي إيفلين كوبولد. شارك فيلبي في تنظيف الكعبة في رحلته، وقد عُرضَت الفرشاة والقماش اللذان استخدمهما في المعرض. كما عُرضَت مذكرات أحمد الصالح لاتينريتابو، ملك بوني، المكتوبة باللغة البوقسية، والتي تُسجل طلبات الحصول على تصاريح السفر بالإضافة إلى التقارير عن مغادرة وعودة الحجاج وهو ما أصبح الآن جزءًا من إندونيسيا. وتضمنت النصوص الأخرى سجل رحلة للباحث الصيني ما فوتشو في القرن التاسع عشر ومخطوطة من القرن الثالث عشر للمجموعة القصصية مقامات الحريري. كان أحد أقدم المصاحف الباقية معروضًا: مخطوطة من القرن الثامن تفتقر إلى الخط الزخرفي المرتبط بالإصدارات اللاحقة.
عُرض فيديو مدته سبع دقائق يوضح مناسك الحج. كما عُرض قسم للشعائر وأيضًا منسوجات من الأماكن المقدسة، بما في ذلك أقسام من الكسوة (أغطية نسيجية مزخرفة كانت تزين الكعبة)، والستارة (ستائر زخرفية) من أماكن مقدسة أخرى والمحمل (هدية تذكارية تنقلها الجمال من القاهرة إلى مكة مع قافلة الحجاج). كانت بعض المعروضات عبارة عن أشياء شخصية أحضرها الحجاج أو حصلوا عليها في رحلتهم. وشملت هذه الهدايا مسبحة الصلاة، وتذاكر السفر، وقوارير لمياه الشرب من بئر زمزم. كما عرضَت شهادات الحج، التي تشير إلى إتمام الحج، وغالبًا ما تكون مصحوبة بصور توضيحية للأماكن المقدسة. يمكن شراء الأوراق النقدية للحج قبل الرحلة واستبدالها بالعملة السعودية، مما يحمي الحاج من تقلبات أسعار الصرف.
استخدم القسم الخاص بمكة صورًا ولوحات من الماضي والحاضر لإظهار كيف تم تحديث المسجد المحيط بالكعبة (المسجد الحرام) لإفساح المجال لأعداد أكبر بكثير من الحجاج، مما أدى إلى هدم بعض المباني القديمة الأثرية، كما كان الهدم مُرتبطًا بالآيدلوجية الوهابية. وتضمّنت الصور الفوتوغرافية التي تعود إلى القرن التاسع عشر بعض الصور التي التقطها محمد صادق للأماكن المقدسة في مكة المكرمة وصور كريستيان سنوك هورغرونجي للحجاج.

وفي نهاية المعرض، عُرضَت عدة قطع من الفن المعاصر، بما في ذلك أعمال أحمد ماطر، وإدريس خان، ووليد سيتي، وقادر عطية [الإنجليزية]، وأيمن يسري، وعبد الناصر غارم. وقد تضمّن القسم الأخير شهادات صوتية لحجاج بريطانيين ودُعي الضيوف إلى كتابة تأملاتهم الخاصة.

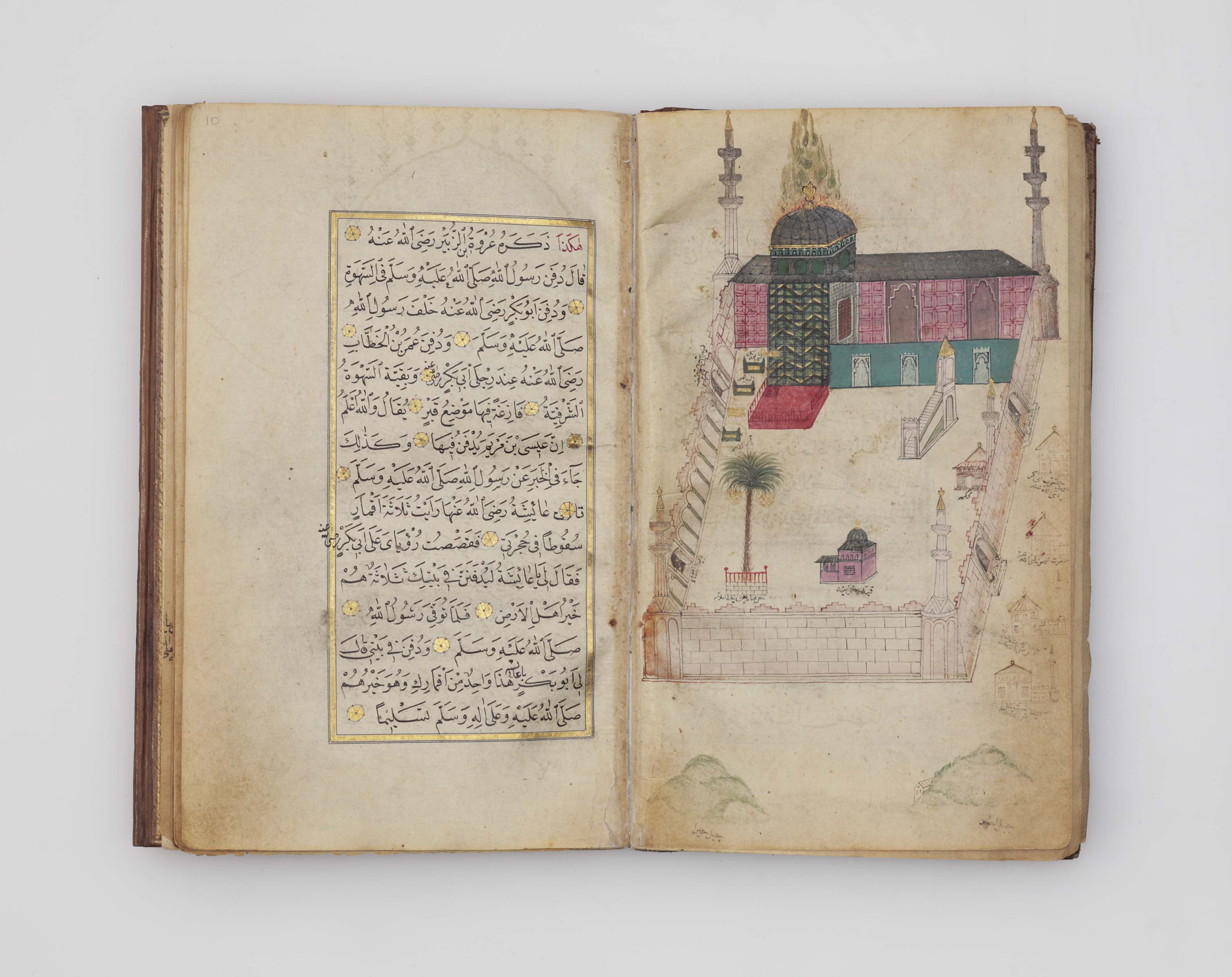
صورة المسجد النبوي الشريف في المدينة المنورة من كتاب دلائل الخيرات، أواخر القرن السابع عشر أو الثامن عشر
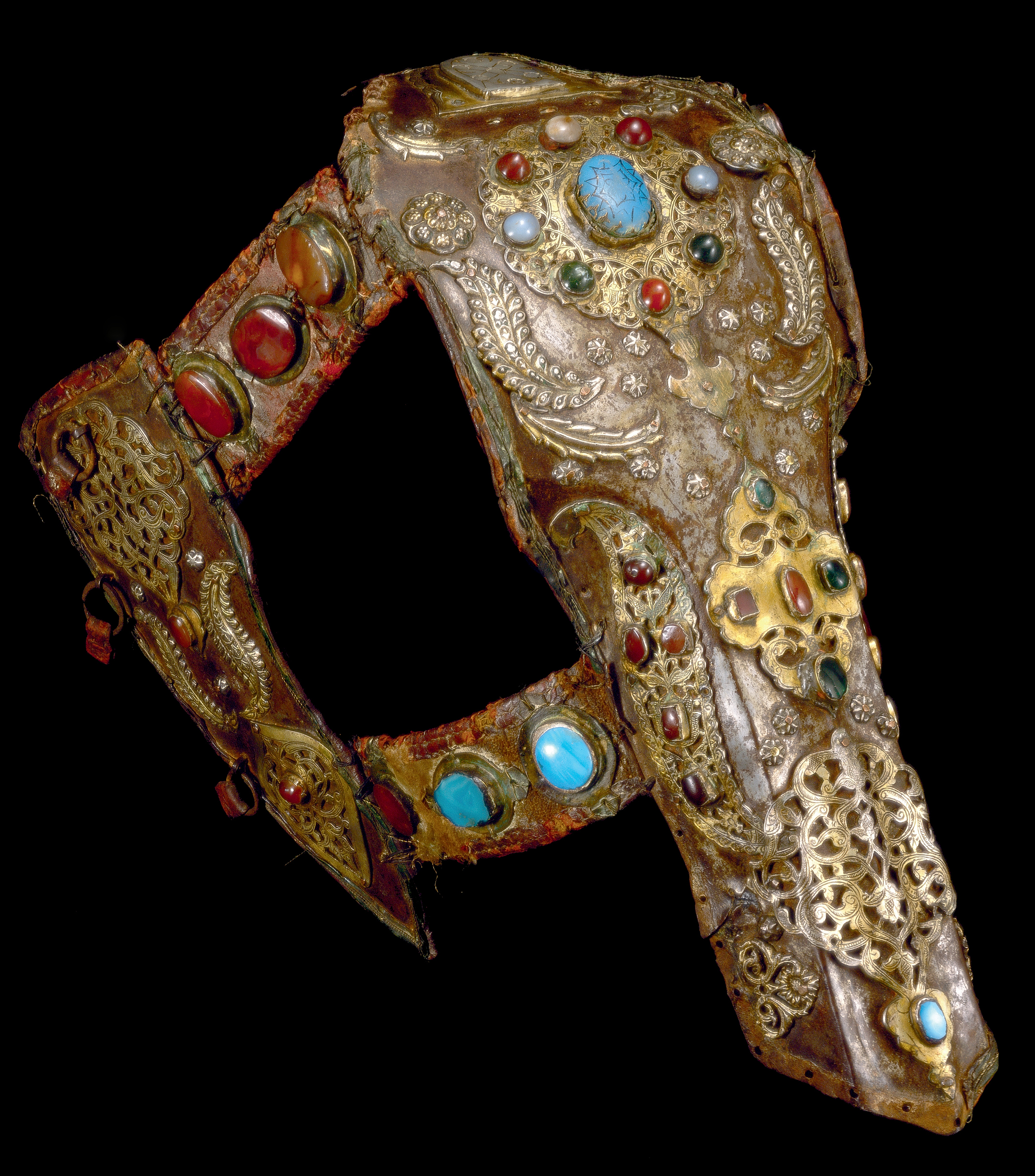
بردعة للحصان، الإمبراطورية العثمانية، القرن الثامن عشر
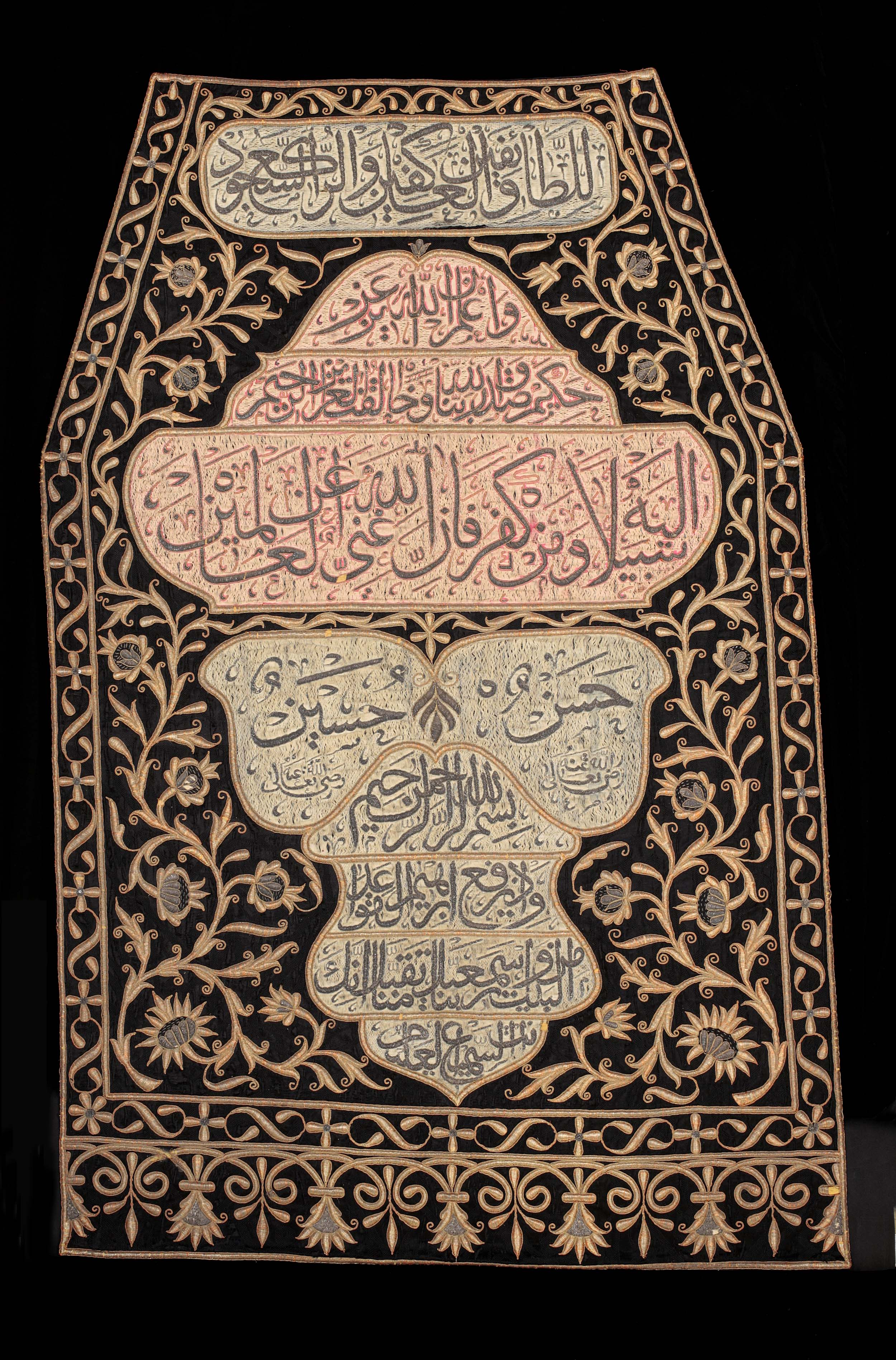
مقطع من منمنمة للكسوة مأخوذة من كتاب مقامات الحريري، القاهرة، القرن التاسع عشر

## الاستقبال والإرث
لقد تم تجاوز هدف المتحف المتمثل في جذب 80 ألف زائر بسرعة. بحلول نهاية الجولة، بِيعَت 119,948 تذكرة للبالغين (كان دخول الأطفال مجانيًا ولم يتم احتسابهم). وفقًا للتقرير السنوي للمتحف البريطاني، اجتذبت الفعاليات التعليمية المرتبطة بالمعرض ما يقرب من 32000 مشارك. وكان سبعة وأربعون بالمائة من الزوار من المسلمين. وأفاد بعض الزوار غير المسلمين أن الاستماع إلى محادثات الأسر المسلمة أو بدء المحادثات معهم ساعدهم على تقدير الأهمية الروحية للحج.
وفي الاستطلاعات، أفاد 89% من الحضور بردود أفعال عاطفية أو روحية مثل التأمل في الإيمان. أجرى ستيف بيرنز، وهو باحث دكتوراه في جامعة كنت، مقابلات مع الحاضرين ووجد أن أقلية صغيرة منهم شعروا بالقرب من الله من خلال التأمل في القطع الأثرية أو الشهادات الشخصية. كانت الجوانب التي أشار إليها الزوار في أغلب الأحيان في المعرض هي الروايات الشخصية للحجاج من خلال الفيديو والصور والمذكرات النصية. كانت القطع الأثرية التي جذبت معظم تعليقات الزوار هي المنسوجات والقطع الفنية المعاصرة. ولاحظ بيرنز أنه بالنسبة لمعظم الزوار، لم يتمكن المعرض من إعادة إنتاج التجربة الشخصية والعاطفية للحج، والتي ترتبط ارتباطًا وثيقًا بموقع مكة المكرمة على وجه التحديد. ووصفت ذلك بأنه نتيجة لا مفر منها لعرض الموضوع داخل متحف يبعد آلاف الأميال.
وفي صحيفة الغارديان، كتب جوناثان جونز [الإنجليزية] "هذا واحد من أكثر المعارض الرائعة التي أقامها المتحف البريطاني"، ومنحه خمس نجوم من أصل خمسة. ووصف احتفاله بالإسلام بأنه "تحدي" للغربيين غير المسلمين الذين اعتادوا على التصوير السلبي للدين. أشادت مجلة لندنست [الإنجليزية] بالمعرض ووصفته بأنه "مثير للاهتمام ومدهش" كشف عن جانب من جوانب الإسلام لا يفهمه معظم الجمهور بشكل جيد. ووصف بريان سويل [الإنجليزية] في صحيفة إيفنينج ستاندرد المعرض بأنه "ذو أهمية ثقافية عميقة"، وأشاد به باعتباره مثالًا على "ما ينبغي أن تكون عليه التعددية الثقافية"، وأضاف "المعلومات والتعليمات والفهم، صارمة أكاديميًا، مع ترك الثقافتين (الباحثة والمستفسرة) سليمتين". بالنسبة لمجلة الدبلوماسي [الإنجليزية]، وصفت إيمي فولز الجزء الأول من المعرض بأنه مثير للاهتمام للغاية، لكنها شعرت أن القسم الخاص بمكة كان مخيبا للآمال إلى حد ما، على الرغم من تعويضه إلى حد ما من خلال القطع الفنية المعاصرة. في مراجعة لموقع آرتس دسك [الإنجليزية]، منحت فيسون جونر أربعة من أصل خمسة نجوم ووصفته أنه "معرض عن الإيمان قد يجد حتى الملحد المعترف بإلحاده أنه مؤثر للغاية [...] حيث نقرأ ونستمع إلى كلمات المؤمنين الذين يختبرون ما يجب أن يُنظر إليه بالنسبة لهم ليس فقط على أنه لقاء مع الله ولكن أيضًا شعور عميق بالارتباط مع إخوتهم المسلمين". بالنسبة لصحيفة الإندبندنت، وجدت عريفة أكبر، التي ذهبت إلى الحج في عام 2006 م، أنه "من المنعش للغاية" أن نرى التركيز على التجارب الشخصية للحج بدلًا من سياسات الإسلام وكيف ينظر إليها غير المسلمين. وأشارت إلى أن زيارة المتحف تُعتبر تجربة جافة لا مفر منها مقارنة بالتجربة المكثفة المتمثلة في الانضمام إلى الحشد حول الكعبة، لكنها أشادت بأصالة القائمين على المتحف وشجاعتهم في معالجة الموضوع. بالنسبة لأكبر، تضمنت أبرز الأشياء القرآن الكريم الذي يعود تاريخه إلى القرن الثامن والستارة. كما وجدت جيني جيلبرت في صحيفة الإندبندنت التفاصيل اللوجستية للسفر، أنه موضوع "جاف" لأولئك الذين لا يهتمون بالفعل بالخرائط المخطوطة وأقل جاذبية من الروايات الملونة للحجاج التاريخيين والمعاصرين.
اصطحب الصحفي والمذيع سرفراز منظور [الإنجليزية] والدته البالغة من العمر 78 عامًا إلى المعرض لأنها كانت ترغب منذ فترة طويلة في أداء فريضة الحج ولكنها كانت مريضة للغاية بحيث لا تستطيع القيام بالرحلة. لقد قارن بين رد فعل والدته السعيد ومشاعره المتضاربة تجاه هذا الموضوع باعتباره مسلمًا بريطانيًّا. وكتب: "ومع ذلك، يسلط المعرض الضوء على الجاذبية المغناطيسية للحج، خاصة مع معرفة أن مئات الملايين قد زاروا الموقع وأكملوا نفس الشعائر."  أوصت الباحثة الدينية كارين أرمسترونج بالمعرض باعتباره ترياقًا للصور النمطية الغربية للإسلام التي تركز على العنف والتطرف. ووصفته بأنه نظرة ثاقبة إلى كيفية نظر الغالبية العظمى من المسلمين إلى دينهم وممارستهم له. بالنسبة للناقد الفني في صحيفة صنداي تايمز فالديمار يانوشاك [الإنجليزية]، فإن المعرض الذي يتناول موضوعًا لا يتوفر له سوى القليل من المواد البصرية كان "بطوليًا" وأظهر تصميمًا على مساعدة الزوار على فهم العالم. وقد رسم مقارنة بين هذا وبين معارض الفن المفاهيمي؛ حيث إن النصوص وليس الفنون البصرية لعبت دورًا حاسمًا، "فإن الكثير من خط القصة الاستثنائي الذي تم وضعه لنا [...] يحدث في العقل". ومن بين الفنون البصرية، أشار إلى المنسوجات باعتبارها توفر "ضجة فنية عميقة للعرض".

في مجلة نيوزويك قال جيسون جودوين إن المعرض حقق غرض المتحف البريطاني في "شرح العالم لنفسه"، لكنه قال: إن النفوذ السعودي أدى إلى جو ملموس من التهنئة الذاتية والميل إلى التخفيف من دور الأتراك العثمانيين والفُرس في الحفاظ على طرق الحج الرئيسة عبر إمبراطورياتهم من القرن السادس عشر إلى القرن العشرين". انتقد نيك كوهين، في مقال في صحيفة الأوبزرفر يتهم فيه المؤسسات الثقافية البريطانية "ببيع أرواحها" للديكتاتوريات، المعرض لتجاهله جوانب الحج التي وثقها مؤرخو الإسلام. وتكهن بأن بعض المواضيع تم استبعادها حتى لا تسيء إلى العائلة المالكة السعودية، بما في ذلك الوفيات في الحج (بسبب العنف أو بسبب عدم كفاءة السيطرة على الحشود) وتدمير المباني الأثرية المهمة في مكة حيث عاش النبي محمد وعائلته بحجة سخيفة أنها تُعبد. وردّ المتحف بأن العائلة المالكة السعودية لم تُمول المعرض وليس لها سيطرة عليه. وردّ جوناثان جونز على كوهين، مدافعًا عن تقييم الخمس نجوم الذي قدمه: "بالنسبة لجونز، لم يكن الدافع وراء المعرض هو أهداف سياسية أو لاهوتية، بل كان نابعًا من حماس حقيقي لجمال وأهمية الثقافة الإسلامية". وفي رأيه، فإن حقيقة أن بعض المعروضات جاءت من المملكة العربية السعودية لم تكن ذات أهمية.

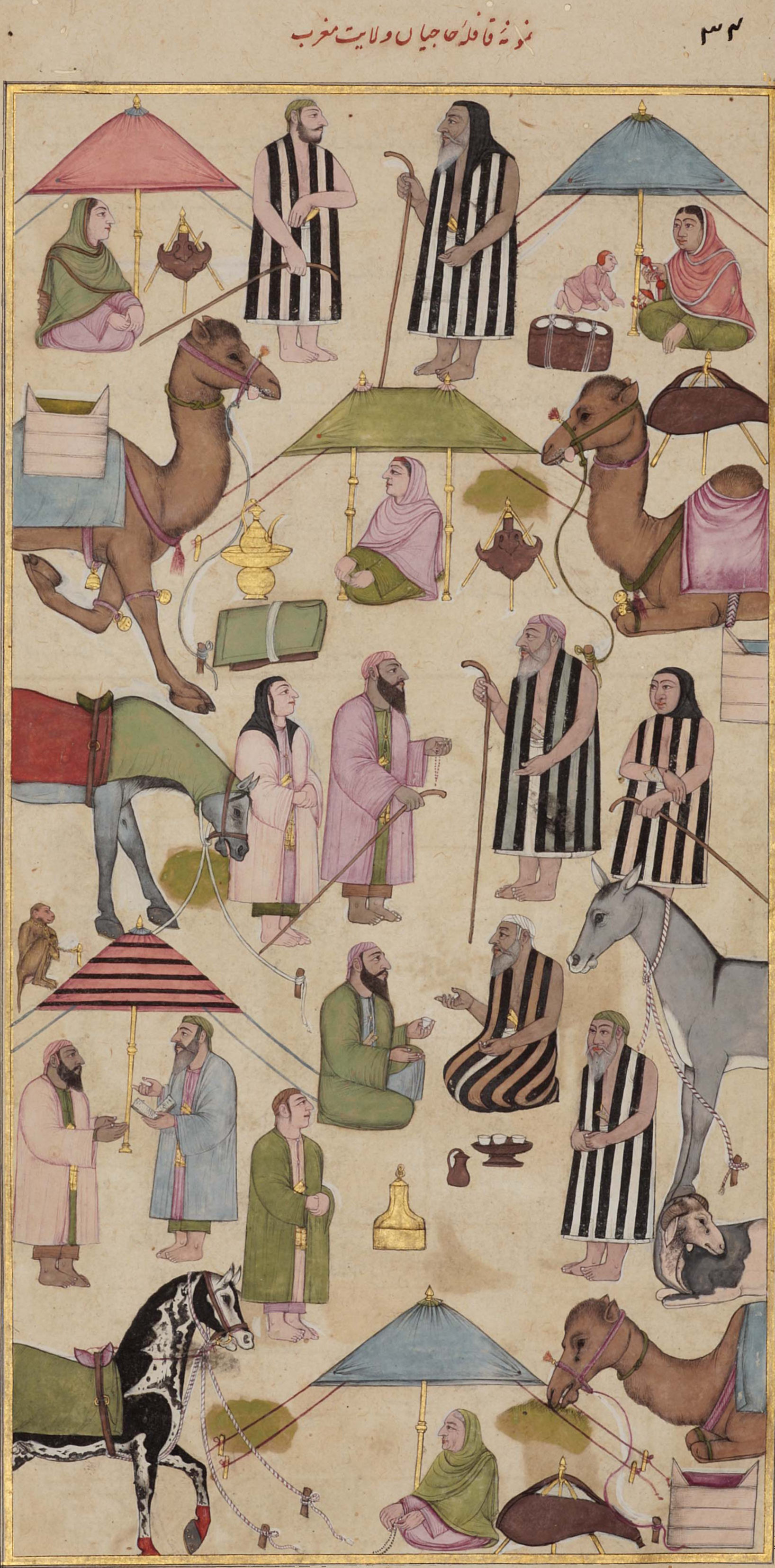
رسم توضيحي لقافلة حجاج شمال إفريقيا من كتاب أنيس الحجاج، القرن السابع عشر
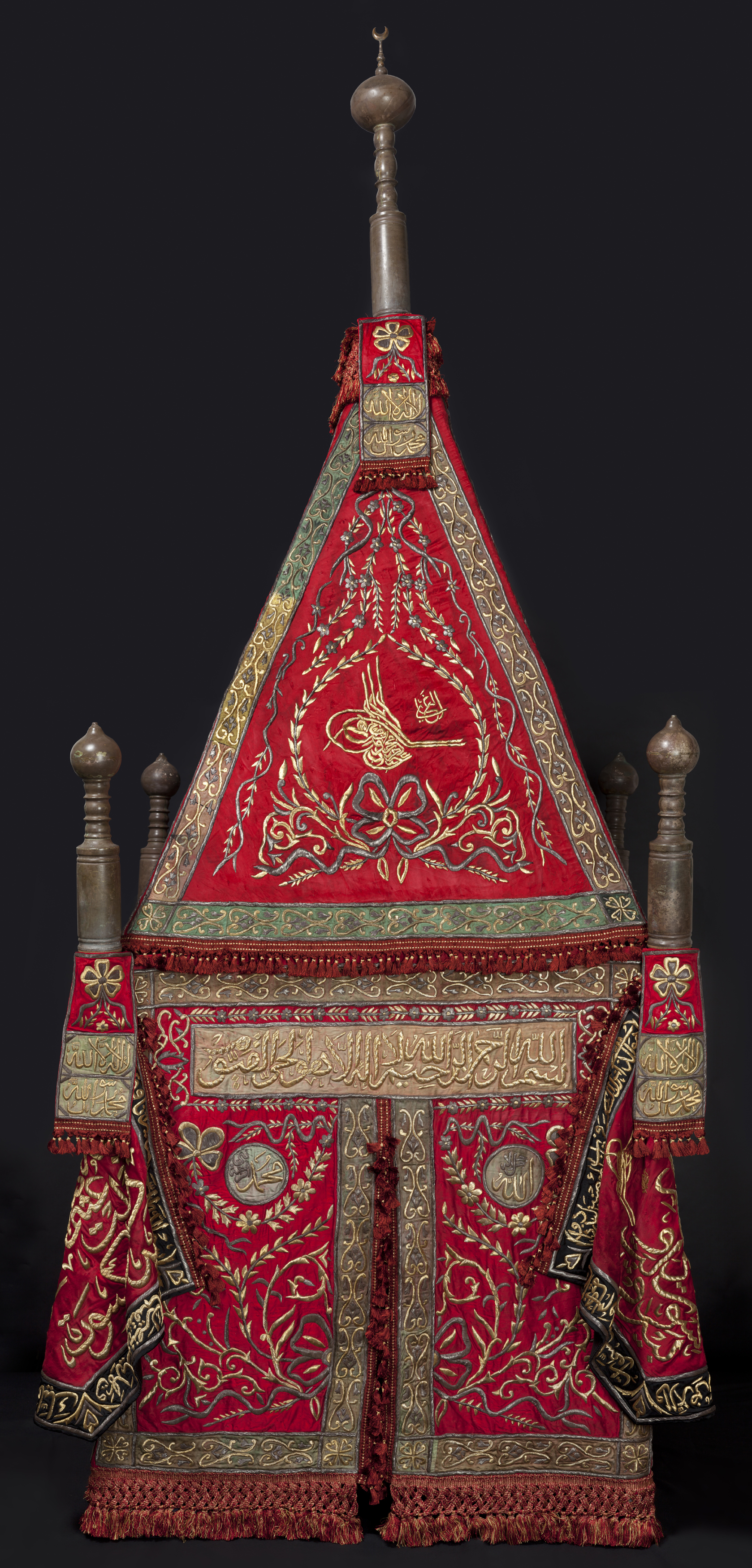
غلاف مَحمل من الحرير الأحمر، أواخر القرن التاسع عشر
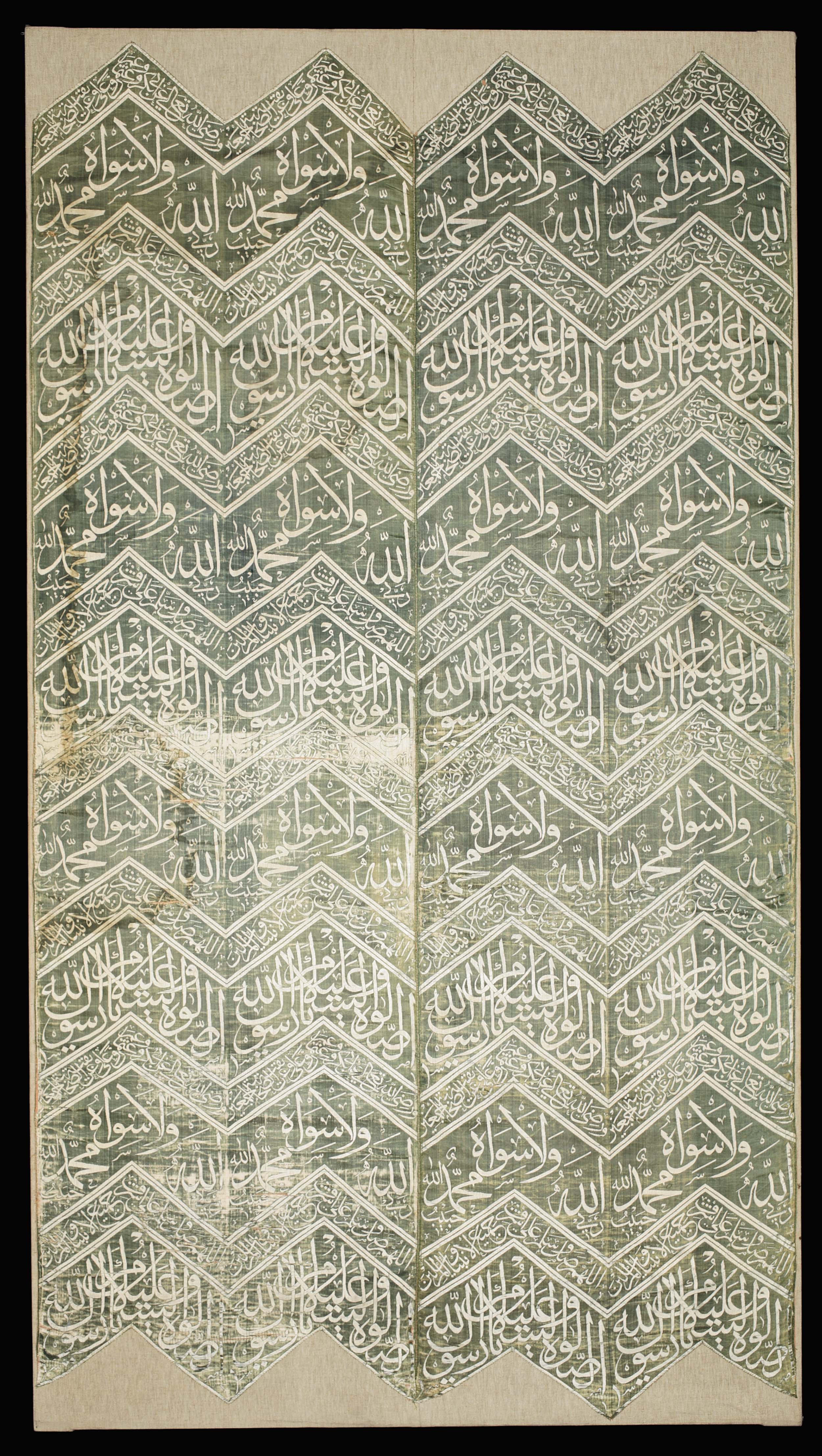
مقطع من ستارة قبر النبي، القرن الثامن عشر

### المنشورات

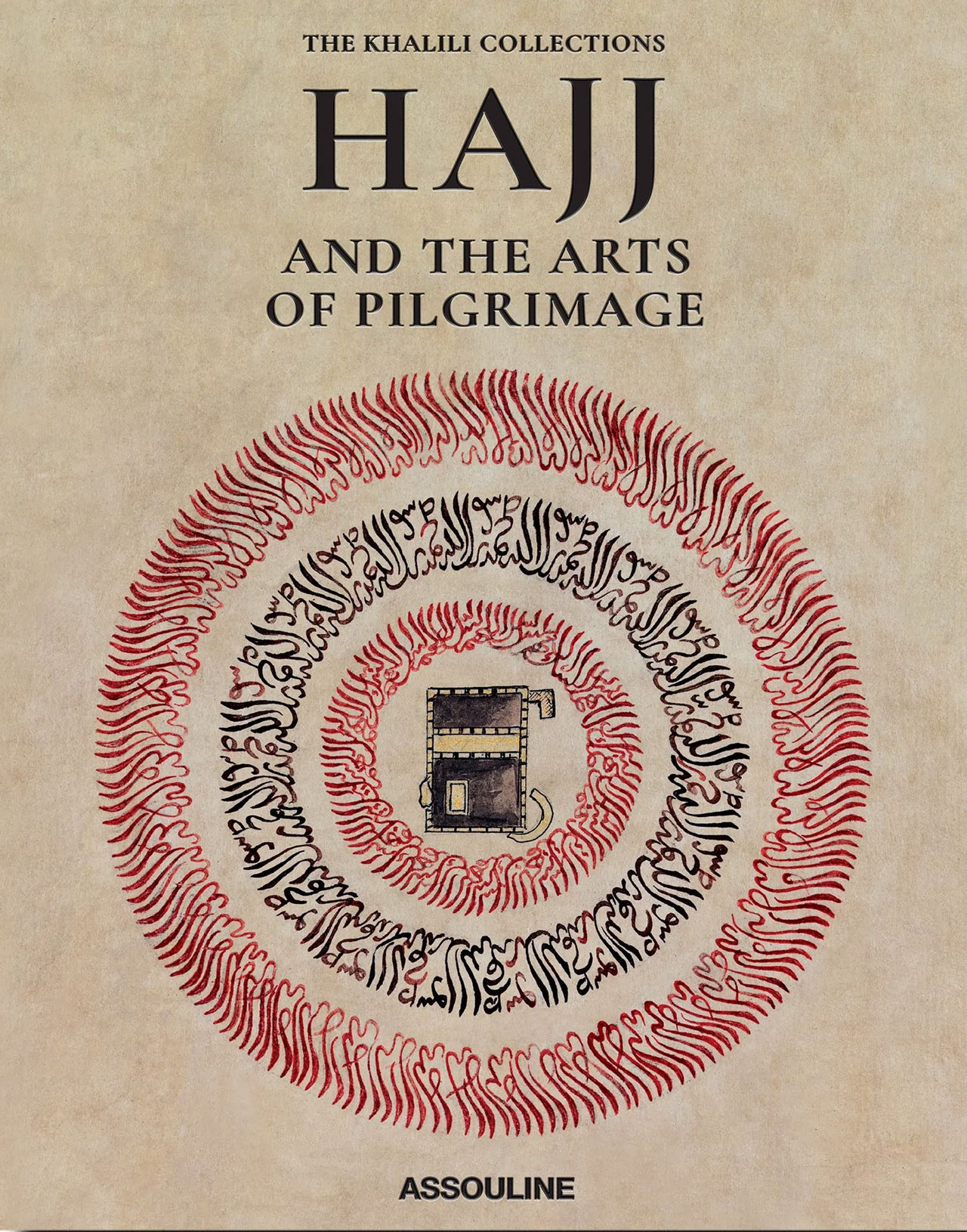
غلاف كتاب 2022

وقد نتج عن المعرض كتابان، قامت بتحريرهما فينيتيا بورتر. الحج: رحلة إلى قلب الإسلام (بالإنجليزية: Hajj: Journey to the Heart of Islam) وهو كتالوج معرض يتضمن أيضًا مقالات متعددة التخصصات تشرح تاريخ وثقافة وأهمية الحج الدينية. ومن بين المؤلفين لهذا الكتالوج كارين أرمسترونج، ومحمد عبد الحليم، وهيو ن. كينيدي، وروبرت إروين، وضياء الدين سردار. والكتاب الآخر هو فن الحج (بالإنجليزية: Art of Hajj) وهو كتاب مُختصر يصف مكة المكرمة والمدينة المنورة ومناسك الحج مع أمثلة بصرية. ووصف قمر آدمجي، أمين متحف الفن الآسيوي [الإنجليزية] في سان فرانسيسكو، كلا الكتابين بأنهما في متناول جمهور واسع بينما يغطيان العديد من الجوانب المختلفة للموضوع.
وقد أُقيم مؤتمر أكاديمي بالتزامن مع المعرض في الفترة من 22 إلى 24 آذار. وقد نشر المتحف البريطاني أعماله، بما في ذلك ثلاثين ورقة بحثية حول جوانب مختلفة من الحج، في عام 2013 تحت عنوان "الحج: مقالات مجمعة" (بالإنجليزية: The Hajj: Collected Essays)، حررتها فينيتيا بورتر وليانا سيف.
وتوسعت مجموعة الخليلي للحج وفنون الحج بعد ذلك إلى مجموعة تضم خمسة آلاف قطعة توثق الأماكن المقدسة الإسلامية في مكة والمدينة. في عام 2022، نشرته قيصرة خان في مجلد مُصور واحد، وقيصرة شاركت في تنظيم معرض لندن وأصبحت أمينة لمعرض الحج والفنون والحج في مجموعات الخليلي. ومن المقرر نشر كتالوج مكون من أحد عشر مجلدًا في عام 2023 م.

### المعارض ذات الصلة
وقد دفع نجاح معرض "الحج: رحلة إلى قلب الإسلام" المتاحف والمؤسسات الفنية في بلدان أخرى إلى الاستفسار عن إمكانية استضافة معارض تتناول موضوع الحج. ولم يكن من الممكن تنظيم معرض لندن في جولة سياحية؛ فقد تطلب الأمر قروضًا خاصة من أربعين مصدرًا مختلفًا، تم ترتيبها بعد سنوات من المفاوضات. وبدلًا من ذلك، أنشأت هذه المؤسسات معارض حول موضوع الحج باستخدام العناصر المعارة من مجموعة الخليلي، من بين مجموعات أخرى. ومن بين هذه المتاحف متحف الفن الإسلامي في الدوحة ومعهد العالم العربي في باريس. وكان عنوان المعرض الذي أُقيم في الدوحة هو "الحج: رحلة عبر الفن" (بالإنجليزية: Hajj: The Journey Through Art)، واستمد معظم محتواه من مجموعات الفن القطري. وبما أن فرنسا لديها العديد من المهاجرين من شمال أفريقيا، فقد ركز معرض باريس على طرق الحج من شمال أفريقيا. أُقيم معرض هولندي بعنوان "الشوق إلى مكة: رحلة الحاج" (بالإنجليزية: Longing for Mecca: The Pilgrim's Journey) في عام 2013 في المتحف الوطني للإثنولوجيا [الإنجليزية] في لايدن، وفي نسخة موسعة في متحف تروبين [الإنجليزية] في أمستردام من كانون الثاني 2019 إلى شباط 2020 (عام وشهر). دُمجَت هذه المجموعة من الأشياء من المجموعات الهولندية مع أشياء مجموعة خليلي التي عُرضَت في لندن.

## طالع أيضًا
- تاريخ الحج